# Karmella Tsepkolenko
Karmella Tsepkolenko (en ucraniano: Кармелла Семенівна Цепколенко; Odesa, 20 de febrero de 1955) es una autora y compositora ucraniana.

## Biografía
Karmella Tsepkolenko nació en Odesa, Ucrania. Estudió composición musical entre 1973 y 1979 en la Escuela Especial de Música Pyotr Stoliarsky de Odesa junto a Aleksandr Kogan y piano con Grigory Buchynsky y Yelena Pannikova. Continuó sus estudios en la Academia de Música AV Nezhdanova del Estado de Odesa con Aleksandr Krasotov en composición y Lyudmyla Ginzburg al piano. Tras terminar los estudios aceptó un puesto como profesora de composición en la Academia de Música AV Nezhdanova del Estado de Odesa en 1980. Posteriormente ingresó al programa de doctorado en la Universidad Pedagógica de Moscú, donde estudió junto a Gennady Tsypin y se graduó en 1990.
La música de Tsepkolenko se ha interpretado en Europa, Japón y Estados Unidos. Se desempeñó como directora artística del festival Dos Días y Dos Noches de Música Nueva en Odesa, que fundó en 1995, y también ocupó el cargo de presidenta de la Asociación de Música Nueva en Odesa y de la Sociedad Internacional de Música Contemporánea (ISCM) en Ucrania.
Tsepkolenko ha escrito artículos profesionales sobre música y métodos de enseñanza musical. En 1990 fue coautora del libro Juegos artísticos junto a Aleksandr Perepelytsya.

## Honores y premios
- Tercer puesto, Festival de Primavera Estudiantil de toda la Unión Soviética en Ereván (1978)[5]
- Segundo puesto, Concurso de Compositores de toda la Unión Soviética en Moscú (1978)[5]
- Mención honorífica en el Concurso Carl-Maria-von-Weber en Dresde (1983)[5]
- Premio del Rendezvous International du Piano en Creuse, Francia (1990, 1993)[5]
- Premio Nacional Boris Lyatoshynsky (2001)[6]
- Mención, Concurso Tvoi Imena Odesa (2002)[1]
- Premio Nacional Shevchenko (2024)[7]

## Obras seleccionadas
Tsepkolenko ha compuesto más de 70 obras para escenario, orquesta, conjuntos de cámara, interpretación vocal, piano, órgano y multimedia. Ha escrito tres óperas. Entre sus obras seleccionadas se encuentran:
- Glorificación de los Cuatro Elementos
- Tonocolori del libro Juegos Artísticos
- Dúo de duelo n.º 5
- Duel-Duo No.6 (en ucraniano: Дуель-Дует №6) para 2 violas (1997)
- Preferencia Nocturna para clarinete, percusión, violonchelo y piano
- Sinfonía de cámara Paralelos (1990)
- Sinfonía n.º 4 para orquesta sinfónica (2004)
- Solo-Momento No.3 (en ucraniano: Соло-Моменто №3}) para viola solo (2003)
- Duel-Duo No. 9 para piano y percusión (2003)
- Vergessener Völker Müdigkeiten... Friedhofstück ("El agotamiento de los pueblos olvidados...) (2000)
- Konzert der Vögel ("Concierto de los pájaros"; "en ucraniano: Koncert ptakhiv}"), Ópera y teatro musical, libreto de Djevad Karahasan en alemán (1996)
- El destino de Dorian, ópera (2004)
- Heute abend Boris Godunow, Ópera y teatro musical, Libreto de Kristine Tornquist en alemán (2008)

Sus composiciones han sido grabadas y publicadas en más de doce CD, entre ellos:
- Obras variadas, CD de audio
- Música para piano Dinescu/K. CD de audio de Tsepkolenko
- en ucraniano: Karmella Tsepkolenko (piano) Asociación de CD Música